# Racionamento no Reino Unido

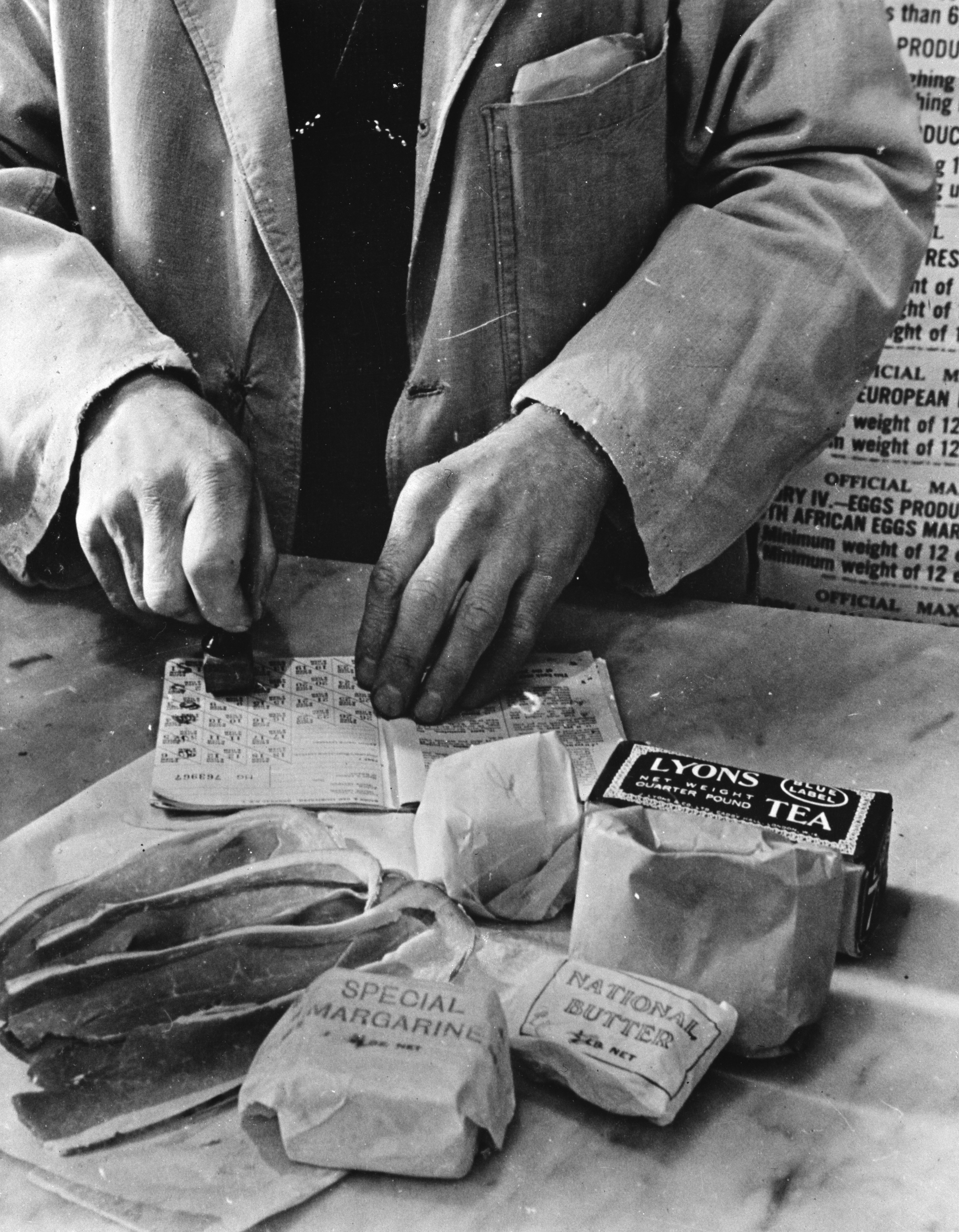
Racionamento civil: um lojista cancela os cupons do livro de racionamento de uma dona de casa britânica em 1943.

O racionamento foi introduzido temporariamente pelo governo britânico várias vezes durante o século XX, durante e imediatamente após uma guerra.
No início da Segunda Guerra Mundial, em 1939, o Reino Unido importava 20 milhões de toneladas de alimentos por ano, incluindo cerca de 70% de queijo e açúcar, quase 80% de frutas e cerca de 70% de cereais e gorduras. O Reino Unido também importou mais da metade de sua carne e dependeu de ração importada para sustentar a sua produção nacional de carne. A população civil do país era de cerca de 50 milhões. Uma das principais estratégias dos alemães na Batalha do Atlântico foi atacar navios com destino à Grã-Bretanha, restringindo a indústria britânica e potencialmente levando a nação à submissão pela fome.
Para lidar com escassez às vezes extrema, o Ministério da Alimentação instituiu um sistema de racionamento. Para comprar a maioria dos itens racionados, cada pessoa tinha que se registar em lojas escolhidas e recebia um livro de racionamento contendo cupons. O lojista recebia comida suficiente para os clientes registados. Os compradores tinham que apresentar os livros de racionamento ao fazer compras para que o cupom ou cupons pudessem ser cancelados, pois referiam-se a itens racionados. Itens racionados tinham que ser comprados e pagos como de costume, embora o seu preço fosse rigorosamente controlado pelo governo e muitos alimentos essenciais fossem subsidiados; o racionamento restringia quais itens e qual quantidade poderiam ser comprados, bem como o seu custo. Itens que não eram racionados podiam ser escassos. Os preços de alguns itens não racionados também eram controlados; os preços de muitos itens não controlados eram inacessíveis para a maioria das pessoas.
Durante a Segunda Guerra Mundial, o racionamento — não restrito a alimentos — fazia parte de uma estratégia que incluía preços controlados, subsídios e padrões impostos pelo governo, com os objetivos de administrar a escassez e priorizar as forças armadas e os serviços essenciais, além de tentar disponibilizar a todos um suprimento adequado e acessível de bens de qualidade aceitável.

## Primeira Guerra Mundial 1914–1918

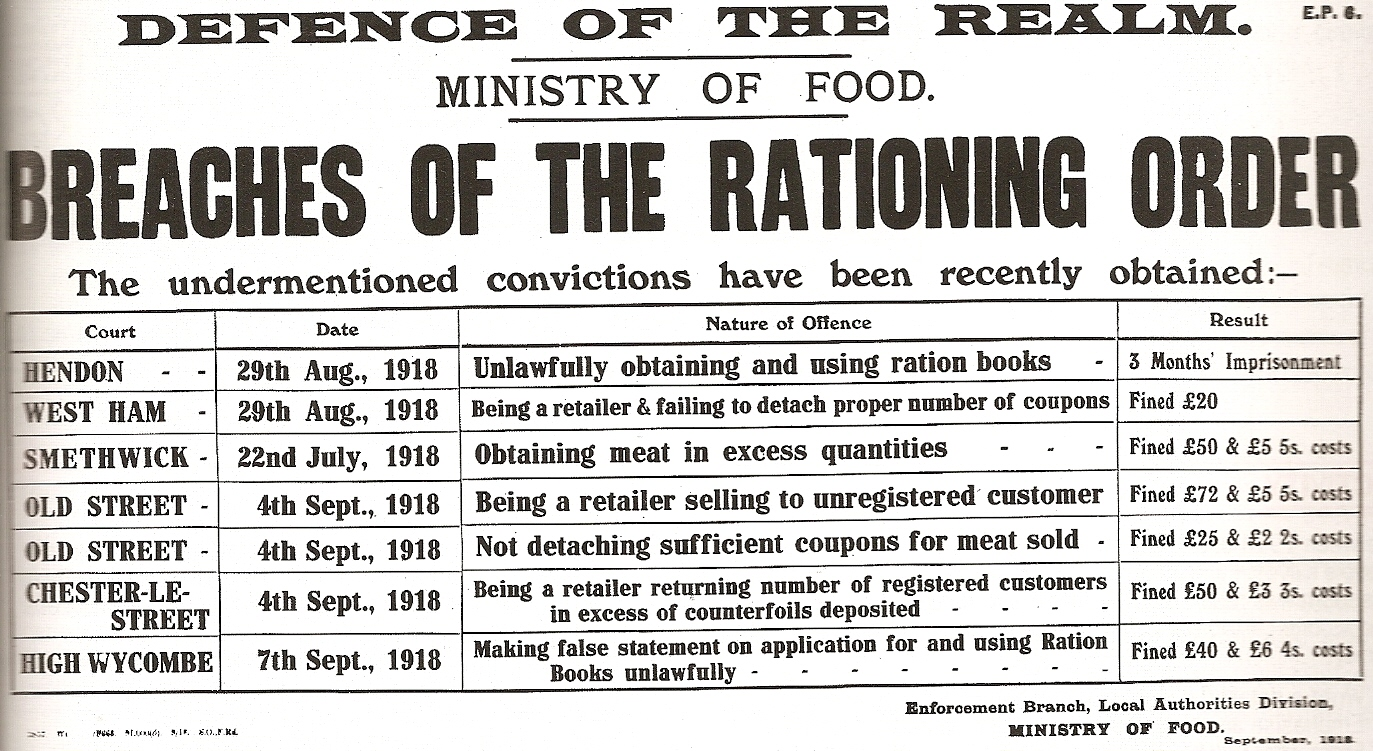
Um folheto do governo da Primeira Guerra Mundial detalhando as consequências da violação das leis de racionamento.

Em consonância com a sua política habitual durante a Primeira Guerra Mundial, o governo mostrou-se inicialmente relutante em tentar controlar os mercados alimentares. Ele lutou contra tentativas de introduzir preços mínimos na produção de cereais, embora tenha cedido na área de controlo de importações essenciais (açúcar, carne e grãos). Quando introduziu mudanças, elas foram limitadas. Em 1916, tornou-se ilegal consumir mais de dois pratos durante o almoço num restaurante público ou mais de três no jantar; multas foram introduzidas para membros do público encontrados alimentando pombos ou animais vadios.
Em janeiro de 1917, a Alemanha iniciou uma guerra submarina irrestrita para tentar subjugar a Grã-Bretanha pela fome. Para enfrentar esta ameaça, o racionamento voluntário foi introduzido em fevereiro de 1917. O pão foi subsidiado a partir de setembro daquele ano; motivado pelas autoridades locais que tomaram as rédeas da situação, o racionamento obrigatório foi introduzido em fases entre dezembro de 1917 e fevereiro de 1918, à medida que o fornecimento de trigo da Grã-Bretanha diminuía para apenas seis semanas de consumo. Para ajudar no processo, foram introduzidos em julho de 1918 livros de racionamento para manteiga, margarina, banha, carne e açúcar. Cada consumidor estava vinculado a um retalhista. A ração básica de açúcar, manteiga ou margarina, chá, geleia, bacon e carne chegava a cerca de 1.680 calorias. Foi ajustado para vegetarianos, crianças e trabalhadores que realizam trabalhos extenuantes. Programas nutricionais para mães que amamentam e crianças pequenas foram estabelecidos por muitas autoridades locais. Ao contrário da maior parte da Europa, o pão não era racionado. Foi argumentado que a saúde da população civil melhorou com o racionamento, embora a tuberculose tenha aumentado. Durante a guerra, a ingestão média de energia diminuiu apenas 3%, mas a ingestão de proteínas diminuiu 6%. Os controlos não foram totalmente liberados até 1921.

## Greve geral de 1926
O governo fez preparativos para racionar alimentos em 1925, antes de uma esperada greve geral, e nomeou Oficiais de Controlo de Alimentos para cada região. Na ocasião, os sindicatos dos portos de Londres organizaram bloqueios de multidões, mas os comboios de camiões sob escolta militar tiraram o ânimo da greve, pelo que as medidas não tiveram de ser implementadas.

## Segunda Guerra Mundial 1939–1945

### Racionamento de alimentos

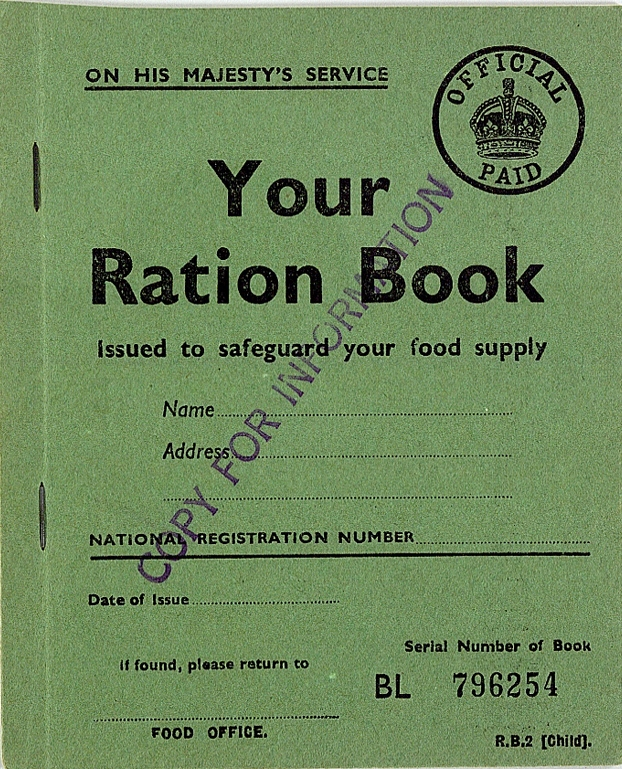
Caderneta de racionamento infantil, usada durante a Segunda Guerra Mundial.

Os suprimentos de emergência para os 4 milhões de pessoas que deveriam ser evacuadas foram entregues aos centros de destino em agosto de 1939, e 50 milhões de livros de racionamento já tinham sido impressos e distribuídos.
Quando a Segunda Guerra Mundial começou em setembro de 1939, a gasolina foi a primeira mercadoria a ser controlada. Em 8 de janeiro de 1940, bacon, manteiga e açúcar foram racionados. Carne, chá, geleia, biscoitos, cereais matinais, queijo, ovos, banha, leite, frutas enlatadas e secas foram racionados posteriormente, embora não todos de uma só vez. Em junho de 1942, o Combined Food Board foi criado pelo Reino Unido e pelos Estados Unidos para coordenar o fornecimento mundial de alimentos aos Aliados, com atenção especial aos fluxos dos EUA e Canadá para a Grã-Bretanha. Quase todos os alimentos, exceto vegetais e pão, foram racionados em agosto de 1942. O racionamento rigoroso criou um mercado negro. Quase todos os itens controlados eram racionados por peso; mas a carne era racionada por preço.

#### Frutas e vegetais

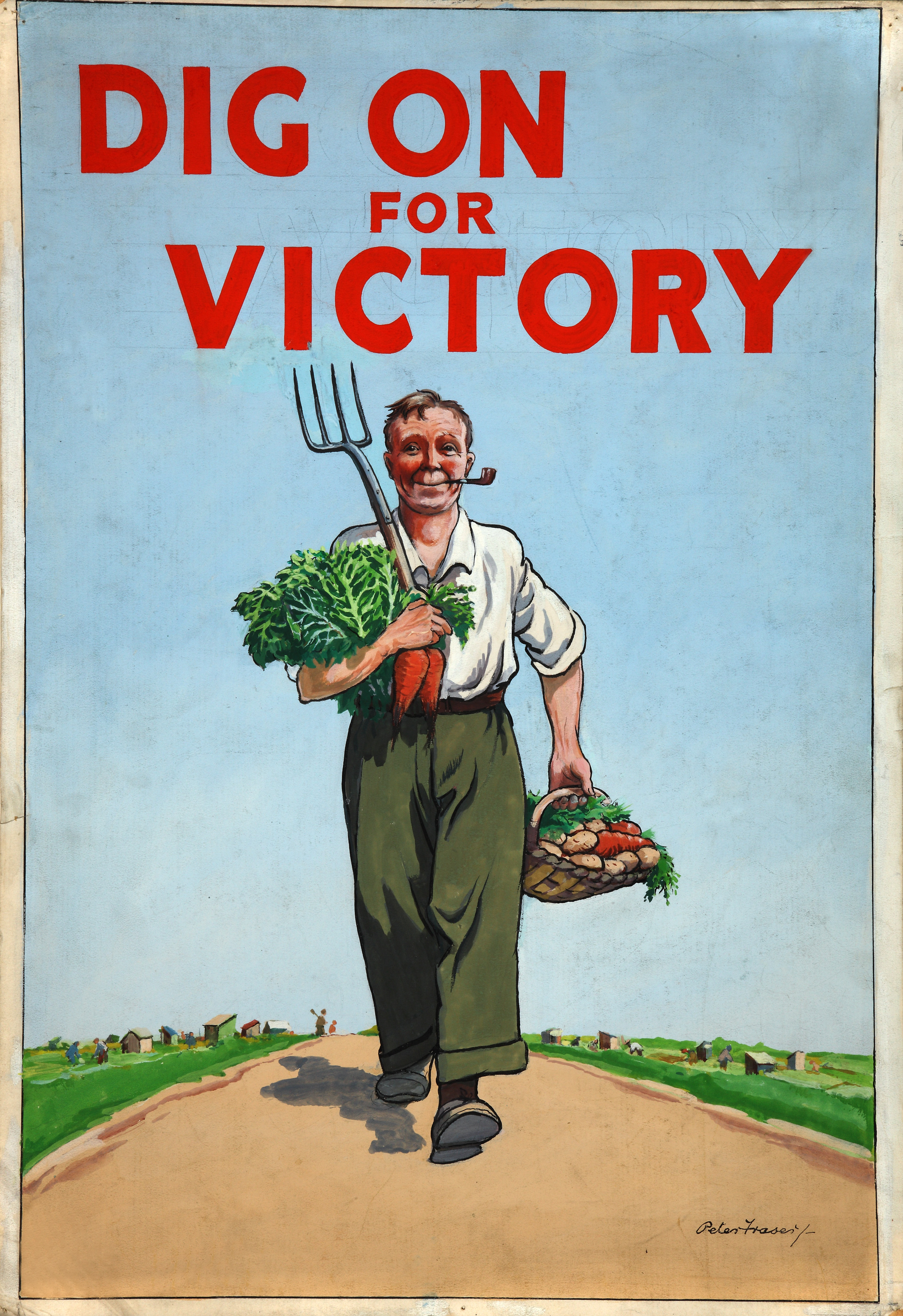
Cartaz da campanha "Dig for Victory", incentivando os britânicos a complementar as suas rações cultivando jardins e hortas.

Legumes e frutas frescas não eram racionados, mas os suprimentos eram limitados. Alguns tipos de frutas importadas praticamente desapareceram. Limões e bananas ficaram impossíveis de obter durante a maior parte da guerra; laranjas continuaram a ser vendidas, mas os verdureiros costumavam reservá-las para crianças e mulheres grávidas. Maçãs estavam disponíveis de vez em quando.
Muitos cultivaram os seus próprios vegetais, incentivados pela campanha "Dig for Victory". Em 1942, muitas crianças, questionadas sobre bananas, não acreditavam que elas fossem reais. Uma canção popular de music-hall, escrita 20 anos antes, mas cantada ironicamente, era "Yes! We Have No Bananas".

## Carne de caça
Carne de caça, como coelho e pombo, não era racionada. Alguns biólogos britânicos comeram ratos de laboratório.

## Pão
O pão não foi racionado até o fim da guerra, mas o "pão nacional" de pão integral substituiu a variedade branca. Foi descoberto que era mole, cinza e facilmente culpado por problemas de digestão. Havia quatro pães permitidos e não era permitido fatiar nem embrulhar.

### Peixe

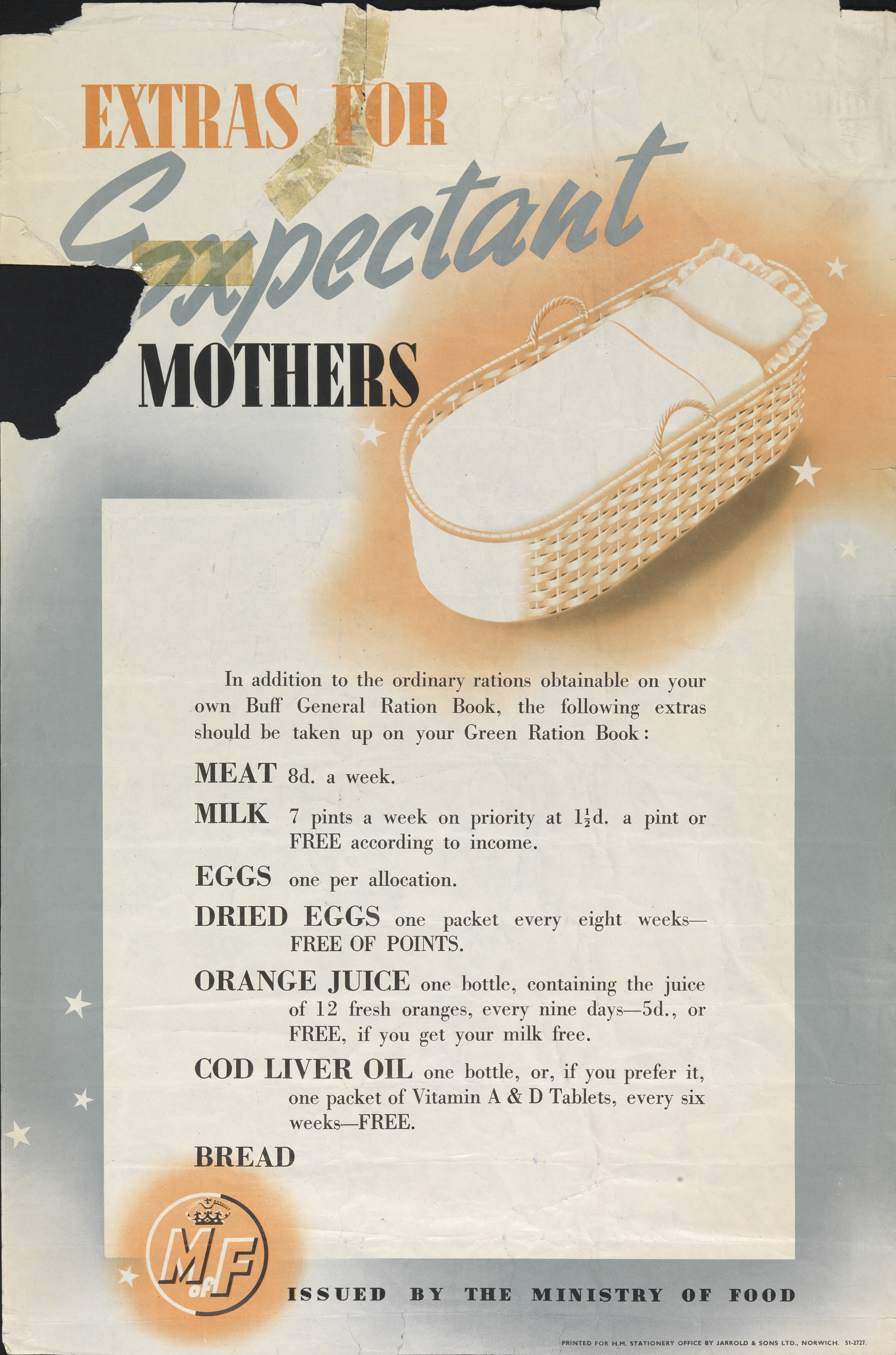
Cartaz de informação pública detalhando rações adicionais para mulheres grávidas.

O peixe não foi racionado, mas os preços aumentaram consideravelmente à medida que a guerra avançava. Inicialmente, o governo não racionou os peixes, pois os pescadores, correndo o risco de ataques inimigos e minas, tinham que receber um prémio pela pesca para poderem pescar. Os preços foram controlados a partir de 1941. Como outros alimentos, o peixe raramente estava disponível em abundância. Durante a guerra, a Marinha Real requisitou centenas de barcos de pesca para uso militar, deixando principalmente embarcações menores, consideradas menos propensas a serem alvos das forças do Eixo para pescar. Os suprimentos acabaram caindo para 30% dos níveis anteriores à guerra. O peixe com batata frita dos tempos de guerra era frequentemente considerado abaixo do padrão devido à baixa qualidade da gordura disponível para fritar.

## Mel
Devido ao papel vital que a apicultura desempenhava na agricultura e na indústria britânicas, foram permitidas cotas especiais de açúcar para cada colmeia. Em 1943, o Ministério da Alimentação anunciou que os apicultores teriam direito a suprimentos de açúcar não superiores a dez libras por colónia para manter as suas colmeias durante o inverno, e cinco libras para alimentação na primavera. O mel não era racionado, mas o seu preço era controlado - assim como outros produtos não racionados produzidos internamente, os vendedores impunham as suas próprias restrições.

## Álcool
Todas as bebidas, exceto cerveja, eram escassas. A cerveja era considerada um alimento essencial, pois elevava o moral. Os cervejeiros tinham falta de mão de obra e sofriam com a escassez de cevada importada. A proibição da importação de açúcar para a fabricação de cerveja e a trasfega tornou a intensidade da cerveja mais fraca.

### Combustível
Em 13 de março de 1942 foi anunciada a abolição da ração básica de gasolina, com efeitos a partir de 1 de julho:249(Ivor Novello, uma figura pública britânica proeminente na indústria do entretenimento, foi enviado para a prisão por quatro semanas por uso indevido de cupons de gasolina).:249-250A partir de então, o combustível veicular passou a ser disponibilizado apenas para utilizadores oficiais, como serviços de emergência, empresas de autocarro e agricultores. Os utilizadores prioritários de combustível sempre foram as forças armadas. O combustível fornecido aos usuários aprovados era tingido, e o uso desse combustível para fins não essenciais era uma infração.

### Subsídios
Além do racionamento e do controlo de preços, o governo igualou o fornecimento de alimentos por meio de subsídios a itens consumidos pelos pobres e pela classe trabalhadora. Em 1942-43, foram gastos 145 milhões de libras em subsídios alimentares, incluindo 35 milhões de libras em pão, farinha e aveia, 23 milhões de libras em carne e o mesmo valor em batatas, 11 milhões de libras em leite e 13 milhões de libras em ovos.

### Restaurantes
Os restaurantes estavam inicialmente isentos de racionamento, mas isso foi rejeitado devido à perceção pública de que alimentos de luxo sem racionamento estavam a ser obtidos de forma injusta por aqueles que tinham condições de jantar regularmente em restaurantes. Em maio de 1942, o Ministério da Alimentação emitiu novas restrições aos restaurantes:
- As refeições eram limitadas a três pratos; apenas um dos pratos podia conter peixe, carne de caça ou aves (mas não mais do que um destes)
- Em geral, nenhuma refeição pode ser servida entre 23:00 e as 5:00 sem uma licença especial
- O preço máximo de uma refeição era de 5 xelins (equivalente a 15 libras em 2023). Taxas extras permitidas para shows de cabaré e hotéis de luxo.

### Restauração pública

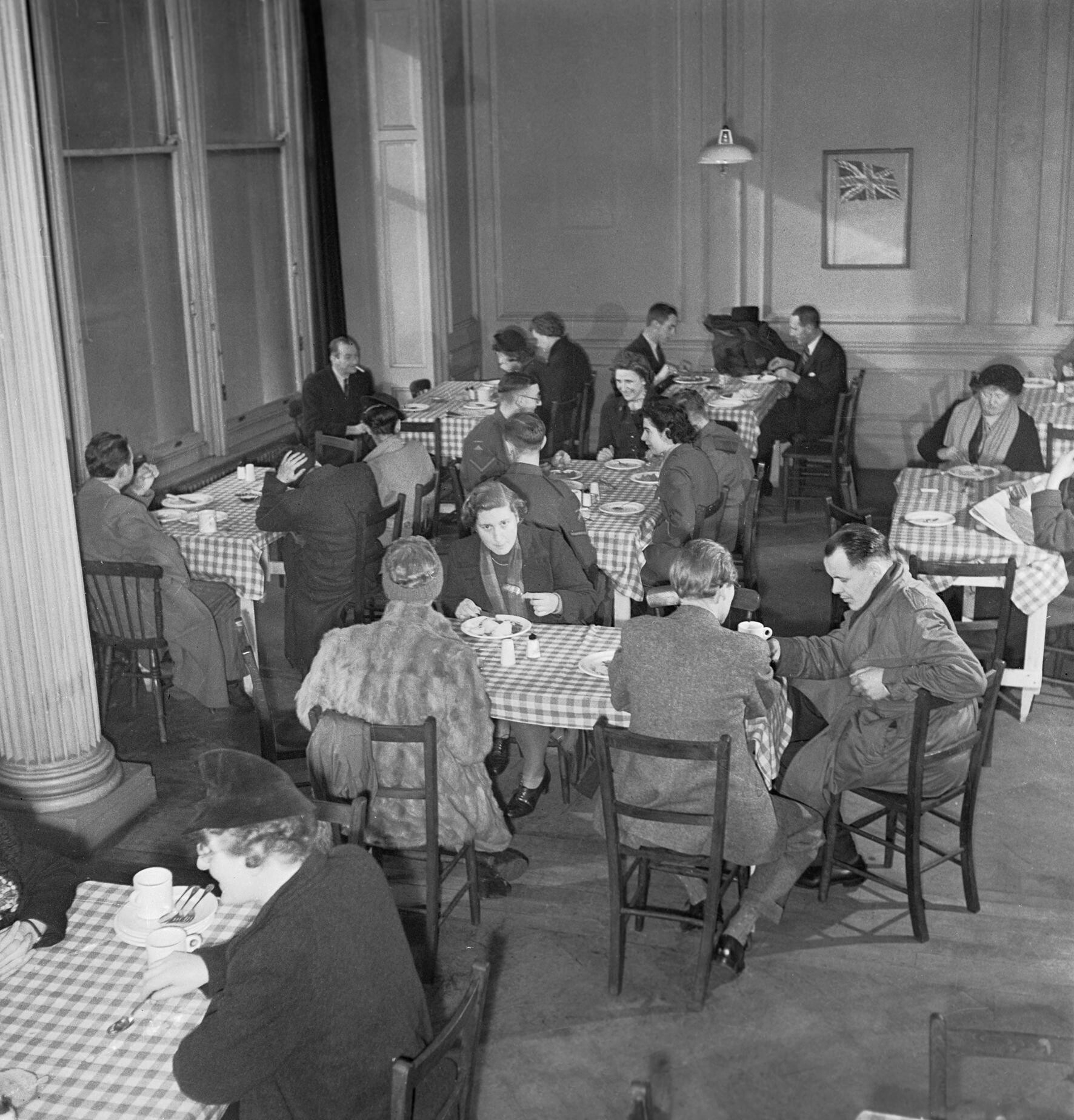
Um restaurante britânico em Londres, 1943.

Cerca de 2.000 novos estabelecimentos de guerra, chamados British Restaurants, eram administrados por autoridades locais em escolas e salões de igrejas. Aqui, uma refeição simples de três pratos custava apenas 9 d (2.21 libras em 2023) e não eram necessários cupons de racionamento. Eles evoluíram do Londoners' Meals Service do London County Council, que começou como um sistema de emergência para alimentar pessoas que tiveram as suas casas bombardeadas e não podiam mais morar nelas. Eles estavam abertos a todos e atendiam principalmente trabalhadores de escritório e da indústria.
Depósitos de cozinha foram instalados em Sheffield e Plymouth, fornecendo jantares assados, ensopados e pudins. Chá quente e doce era frequentemente distribuído após os bombardeios.

### Efeitos na saúde
Em dezembro de 1939, Elsie Widdowson e Robert McCance, da Universidade de Cambridge, testaram se o Reino Unido poderia sobreviver apenas com produção nacional de alimentos se os submarinos acabassem com todas as importações. Usando dados de produção de alimentos de 1938, eles alimentaram-se a si próprios e a outros voluntários com um ovo e 1 libra (massa) (450 g) de carne e 4 onça (massa)s (110 g) de peixe por semana; 140 mL de leite por dia; 4 onça (massa)s (110 g) de margarina; e quantidades ilimitadas de batatas, vegetais e pão integral. Duas semanas de exercícios intensivos ao ar livre simularam o árduo trabalho físico que os britânicos provavelmente teriam que realizar em tempos de guerra. Os cientistas descobriram que a saúde e o desempenho dos participantes permaneceram muito bons após três meses; os únicos resultados negativos foram o aumento do tempo necessário para as refeições consumirem as calorias necessárias do pão e das batatas, e o que eles descreveram como um aumento "notável" na flatulência devido à grande quantidade de amido na dieta. Os cientistas também notaram que suas fezes aumentaram em 250% em volume.
Os resultados – mantidos em segredo até depois da guerra – deu ao governo a confiança de que, se necessário, os alimentos poderiam ser distribuídos igualmente a todos, incluindo trabalhadores de guerra de alto valor, sem causar problemas de saúde generalizados. A dieta real dos britânicos durante a guerra nunca foi tão severa como no estudo de Cambridge porque as importações dos Estados Unidos evitaram os U-boats, mas o racionamento melhorou a saúde do povo britânico; a mortalidade infantil diminuiu e a esperança de vida aumentou, excluindo as mortes causadas pelas hostilidades. Isto porque garantia que todos tivessem acesso a uma dieta variada e com vitaminas suficientes. Xarope de groselha preta e, mais tarde, sumo de laranja americano engarrafado eram fornecidos gratuitamente para crianças menores de 2 anos, e aquelas menores de 5 anos e mulheres grávidas recebiam leite subsidiado. O consumo de gordura e açúcar diminuiu enquanto o consumo de leite e fibras aumentou.